# Lovecká sezóna (film)
Lovecká sezóna (v anglickém originále Open Season) je počítačem animovaný film z roku 2006. Filmu byl vytvořen ve studiu Sony Pictures Animation. Film je první animovaný film ze studia. Filmu se režisérsky ujal Roger Allers, Jill Culton a Anthony Stacchi. Film byl uveden i v kinech IMAX a podle filmu byla vytvořena stejnojmenná počítačová hra. Hlasy postaviček v originále namluvili herci jako Martin Lawrence, Ashton Kutcher, Debra Messing, Gary Sinise, Jon Favreau, Matthew W. Taylor, Jane Krakowski, Billy Connolly, Georgia Engel, a Patrick Warburton. Na film pak navazuje film Lovecká sezóna 2 (2008), Lovecká sezóna 3 (2010), Lovecká sezóna: Strašpytel (2015).

## Děj
Boogovi, zdomácnělém medvědu grizzly, nemá jakékoliv schopnosti nutné k přežití v divočině a vychrtlém a upovídaném jelenovi Elliotovi. Boog žije spokojeně v garáži správce parku a tři dny před zahájením lovecké sezóny jsou oba vrtulníkem přemístěni do parku, odkud se ihned pokouší o návrat. Oni rozhodnou se uhájil les a jeho obyvatele před krvelačnými lovci.

## Postavy a obsazení
| Postava                      | Originální znění | České znění       |
| ---------------------------- | ---------------- | ----------------- |
| Boog (medvěd grizzly)        | Martin Lawrence  | Tomáš Racek       |
| Elliot (jelenec ušatý)       | Ashton Kutcher   | Ondřej Brzobohatý |
| Beth (člověk)                | Debra Messing    | Kateřina Lojdová  |
| Shaw (člověk)                | Gary Sinise      | Luděk Walter      |
| McSquizzy (veverka popelavá) | Billy Connolly   | Petr Pelzer       |